# Catharsius laticeps
Catharsius laticeps är en skalbaggsart som beskrevs av Karl Henrik Boheman 1857. Catharsius laticeps ingår i släktet Catharsius och familjen bladhorningar. Inga underarter finns listade.